# Lord-lieutenant du Ayrshire
Ceci est une liste de personnes qui ont servi comme Lord Lieutenant du Ayrshire, L'office a été supprimé en 1975.
- Archibald Montgomerie (11e comte d'Eglinton) 17 mars 1794 – 30 octobre 1796
- Hugh Montgomerie (12e comte d'Eglinton) 23 novembre 1796 – 14 décembre 1819
- George Boyle (4e comte de Glasgow) 7 janvier 1820 – 15 août 1842
- Archibald Montgomerie (13e comte d'Eglinton) 15 août 1842 – 4 octobre 1861
- Archibald Kennedy (2e marquis d'Ailsa) 4 décembre 1861 – 20 mars 1870
- John Dalrymple (10e comte de Stair) 15 juin 1870 – 1897
- George Arnulph Montgomerie 15e comte d'Eglinton 1897 – 10 août 1919
- Archibald Kennedy (3e marquis d'Ailsa) 16 novembre 1919 – 1937
- Sir Charles Fergusson, 7e baronnet 18 février 1937 – 1950
- Sir Geoffrey Hughes-Onslow 17 juillet 1950 – 1969
- Sir James Fergusson, 8e baronnet 7 avril 1969 – 25 octobre 1973
- Col. Bryce Muir Knox 5 mars 1974 – 1975

## Deputy Lieutenants
- James Baird Thorneycroft 12 avril 1901 [1]
- James Archibald Campbell 12 avril 1901 [1]